# Marguerite Crookes
Marguerite Winifred Crookes, Rufname: „Madge“, (* 1898 in Clay Cross, Grafschaft Derbyshire, England; † 24. Januar 1991 in Auckland, Neuseeland) war eine neuseeländische Malerin, Botanikerin und Autorin zahlreicher Fachartikel zur Botanik, die sie in Fachzeitschriften und Zeitungen veröffentlichte.

## Frühes Leben
Marguerite Winifred Crookes wurde 1898 als Tochter und eine von vier Kindern in Clay Cross in der Grafschaft Derbyshire in England geboren. Ihre Eltern, deren Namen nicht bekannt ist, wanderte 1906 mit ihren Kindern nach Neuseeland aus und siedelten in Auckland. Dort besuchte Marguerite, die später irgendwann den Namen „Madge“ erhielt oder sich zulegte, zunächst die Bewe’s School for Girls und anschließend die Auckland Girls' Grammar School.

## Studium
Nach ihrem Schulabschluss studierte Marguerite am damaligen Auckland University College und schloss dort ihr Studium im Jahr 1920 mit einem Bachelor und wurde für ihre Leistung in Englisch mit dem John Tinline Scholarship ausgezeichnet. Ein Masterstudiengang, das sie anschloss, beendete sie 1921 mit einem Second Class Honours in Botanik und Englisch. Des Weiteren studierte sie Malerei an der Elam School of Art in Auckland und zeigte hier Neigung zur Aquarell- und Ölmalerei.

## Tätigkeit als Botanikerin
Im Jahr 1923 fing Marguerite an unter der Schirmherrschaft der Workers Education Association Winterkurs über Naturgeschichte zu halten. Sie gründete den W.E.A. Natural History Club, der heute noch als Auckland Natural History Club existiert und schrieb in den 1920er Jahren eine Reihe von Artikeln über einheimische Pflanzen für den Auckland Star und die Lyttelton Times und lieferte dazu auch ihre Illustrationen. 1926 veröffentlichte sie im Alter von 28 Jahren ihr erstes Buch, das unter dem Titel „Plant Life in Maoriland“ von Whitcombe & Tombs in Auckland herausgegeben wurde. 1928 veröffentlichte sie dann eine Reihe von sieben Artikel über die Vulkaninsel Rangitoto Island und ihrer Vegetation im New Zealand Smallholder, gefolgt von acht Artikeln über Orchideen im Jahr 1931, die dort beheimatet sind.
Vermutlich war es Elizabeth Kibblewhite und ihre Farngärtnerei, die schließlich das Interesse Marguerites an Farnen geweckt hat. Jedenfalls arbeitete sie zunächst als Forschungsstudentin in der Abteilung Botanik des Auckland University College und züchtete Asplenium prothalli in Kulturen, um Kreuzungen zu versuchen. Aus den Studien wurde nichts. Es folgte eine 17-jährige Pause, in der von Marguerite keinerlei Publikationen zu finden sind.
1949 meldete sie sich mit der Veröffentlichung „A revised and annotated list of New Zealand Filicinae“ in den Transactions of the Royal Society of New Zealand zurück und zeigte damit, dass sie ein Verständnis für Farne entwickelt hatte, das in ihren früheren Publikationen nicht zum Ausdruck kam. Die meisten ihrer Artikel, die sie danach im Newsletter der Auckland Botanical Society zu einer Reihe botanischer Themen veröffentlichte, begannen ab dem Jahr 1956 mit der sechsstelligen Serie „Weeds in my Garden“ (Unkraut in meinem Garten). Ab 1960 fing sie dann zusätzlich an Abbildungen von Farnen mittels ihrer künstlerischen Fähigkeiten zu erstellen. Nach 1973 folgte dann noch einmal eine knapp vierjährige schriftstellerische Pause, bis sie mit ihrem letzten Werk unter dem Titel „Unwanted Immigrants“ (Unerwünschte Einwanderer) das Thema des sich ausbreitenden Unkrauts annahm.

## Engagement
1926 war Marguerite Preisrichterin für das Royal N.Z. Institute of Horticulture und organisierte viele der Cheeseman Native Flower Shows im Auckland Institute and Museum. Auch war sie Vorstandsmitglied desAuckland District Council of the Royal N.Z. Institute of Horticulture. Sie war 1937 Gründungsmitglied der Auckland Botanical Society, wurde in das erst Komitee der Organisation gewählt und übernahm auch zeitweise die Positionen der Präsidentin oder auch Vizepräsidentin. 1964 wurde sie mit der Mitgliedschaft auf Lebenszeit geehrt. Marguerite gilt als eine Pionierin des Naturschutzes in Neuseeland. So setzte sie sich früh für den Schutz der Waitakere Ranges ein, die nicht fern ihres Wohnortes Henderson lag. Auch für die Erhaltung kleiner Buschreste in der Umgebung von Auckland trat sie ein. Im März 1974 erhob sie im Namen der Waitakere Ranges Protection Society gegen die Zerstörung des unteren Wasserlaufs des Waitakere Streamerfolgreich Einspruch, der durch ein Wasserbauprojekt gefährdet war. Sie schützte damit eines der letzten Sümpfe in der Gegend von Auckland.
Marguerite Winifred Crookes verstarb am 24. Januar 1991 im Alter von 92 Jahren in Auckland.

## Auszeichnungen
- 1952 wurde sie mit dem Loder Cup für ihre Arbeit über neuseeländische Farne ausgezeichnet und bekam den Preis im Mai 1953 von Premierminister Keith Holyoake überreicht.[5]

## Werke
- 1926 – Plant Life in Maoriland. A Botanist's Note Book. Whitcombe & Tombs, Auckland 1926 (englisch).
- 1928 – Rangitoto a national heritage. The story of its birth. In: The New Zealand Smallholder. Vol. 10, No. 6, 1928, S. 326 (englisch).
- 1928 – Rangitoto a national heritage. The days of its infancy. In: The New Zealand Smallholder. Vol. 10, No. 7, 1928, S. 397 (englisch).
- 1928 – Rangitoto a national heritage. Lilies of the field. In: The New Zealand Smallholder. Vol. 10, No. 8, 1928, S. 454–455 (englisch).
- 1928 – Rangitoto a national heritage. The wonder of its ferns. In: The New Zealand Smallholder. Vol. 10, No. 9, 1928, S. 518 (englisch).
- 1928 – Rangitoto a national heritage. Ferns and their allies the oldest inhabitant. In: The New Zealand Smallholder. Vol. 10, No. 10, 1928, S. 582 (englisch).
- 1928 – Rangitoto a national heritage. Its treasure of orchids. In: The New Zealand Smallholder. Vol. 10, No.11, 1928, S. 650 (englisch).
- 1928 – Rangitoto a national heritage. Orchids once more. In: The New Zealand Smallholder. Vol. 10, No. 12, 1928, S. 710 (englisch).
- 1931 – Our native orchids and their cultivation. In: The New Zealand Smallholder. Vol. 13, No. 11, 1931, S. 699a–700a (englisch, Thelymitra Earina).
- 1931 – Our native orchids and their cultivation. [No. II.] In: The New Zealand Smallholder. Vol. 13, No. 12, 1931, S. 763–765 (englisch, Pterostylis).
- 1931 – Our native orchids and their cultivation. [III.] In: The New Zealand Smallholder. Vol. 14, No. 2, 1931, S. 73–74 (englisch, Chiloglottis Caladenia).
- 1931 – Our native orchids and their cultivation. In: The New Zealand Smallholder. Vol. 14, No. 3, 1931, S. 135–136 (englisch, Microtis Prasophyllum).
- 1932 – Our native orchids and their cultivation. Our beautiful thelymitras. In: The New Zealand Smallholder. Vol. 14, No. 4, 1932, S. 195–197 (englisch).
- 1932 – Our native orchids and their cultivation. Two mid summer blossoms. In: The New Zealand Smallholder. Vol. 14, No. 6, 1932, S. 307–308 (englisch).
- 1932 – Our native orchids and their cultivation. On alpine heights. In: The New Zealand Smallholder. Vol. 14, No. 9, 1932, S. 475–476 (englisch, Lyperanthus Townsonia).
- 1932 – Our native orchids and their cultivation. On alpine heights. In: The New Zealand Smallholder. Vol. 14, No. 10, 1932, S. 536–537 (englisch, Bulbophyllum Dendrobium Earina).
- 1947 – J. M. Dingley, R. De Berg, M. W. Crookes: Local species of Astelia Collospermum, Coprosma and Hymenophyllaceae. In: Bulletin Auckland Botanical Societys. 1947 (englisch).
- 1949 – A revision and annotated list of New Zealand Filicinae. In: Transactions Royal Society New Zealand. Vol. 77, 1949, S. 209–225 (englisch).
- 1952 – Some ferns of Mt Egmont. In: Auckland Botanical Society Newsletter. Vol. 9, No. 2, 1952, S. 4–6 (englisch).
- 1956 – Some weeds in my garden Part I. In: Auckland Botanical Society Newsletter. Vol. 13, No. 4, 1956, S. 4–6 (englisch).
- 1957 – Weeds in my garden Part 2. In: Auckland Botanical Society Newsletter. Vol. 14, No. 1, 1957, S. 4–6 (englisch).
- 1957 – Weeds in my garden Part 3. In: Auckland Botanical Society Newsletter. Vol. 14, No. 2, 1957, S. 7 (englisch).
- 1957 – Weeds in my garden Part 4. In: Auckland Botanical Society Newsletter. Vol. 14, No. 3, 1957, S. 4–6 (englisch).
- 1957 – Weeds in my garden Part 5. In: Auckland Botanical Society Newsletter. Vol. 14, No. 4, 1957, S. 3–4 (englisch).
- 1957 – Weeds in my garden Part 6. In: Auckland Botanical Society Newsletter. Vol. 15, No. 1, 1957, S. 5–6 (englisch).
- 1958 – A little fern hunting in Nelson. In: Auckland Botanical Society Newsletter. Vol. 15, No. 2, 1958, S. 4–5 (englisch).
- 1958 – Finding plant names. In: Auckland Botanical Society Newsletter. 1958, S. 12 ff. (englisch, Illustrated by Kathleen Wood).
- 1958 – A coastal valley. In: Auckland Botanical Society Newsletter. Vol. 15, No. 2, 1958, S. 5–6 (englisch).
- 1958 – Calling all fern hunters. In: Auckland Botanical Society Newsletter. Vol. 15, No. 2, 1958, S. 6 (englisch).
- 1958 – Difficult to know. In: Auckland Botanical Society Newsletter. Vol. 8, 1958, S. 2–4 (englisch).
- 1959 – The cliffs of karekare. In: Auckland Botanical Society Newsletter. Vol. 16, No. 4, 1959, S. 5–6 (englisch).
- 1960 – On the slopes of Pirongia Auckland. In: Auckland Botanical Society Newsletter. Vol. 17, No. 1, 1960, S. 5–7 (englisch).
- 1961 – A Brief History of the Auckland Botanical Society. In: Auckland Botanical Society Newsletter. 1961, S. 7 ff. (englisch).
- 1961 – Helps with Ferns. In: Auckland Botanical Society Newsletter. Vol. 18, No. 3, 1961, S. 5–7 (englisch).
- 1961 – Something on Mosses. In: Auckland Botanical Society Newsletter. Vol. 18, No. 4, 1961, S. 8–10 (englisch).
- 1962 – List of Native Plants of the Auckland District and a short History of the Auckland Botanical Society 1937. In: Bulletin of the Auckland Botanical Society Newsletter. Vol. 18, No. 3, 1962, S. 5–7 (englisch, Silver Jubilee).
- 1962 – Club Mosses. In: Auckland Botanical Society Newsletter. Vol. 19, No. 2, 1962, S. 4–7 (englisch).
- 1962 – A long time ago. In: Auckland Botanical Society Newsletter. Vol. 19, No. 4, 1962, S. 4–7 (englisch).
- 1962 – On the North Shore. In: Auckland Botanical Society Newsletter. Vol. 20, No. 1, 1962, S. 4–5 (englisch).
- 1962 – The Editor Packs her Bag. In: Auckland Botanical Society Newsletter. Vol. 20, No. 1, 1962, S. 8–9 (englisch).
- 1964 – Some notes on the Tawari. In: Auckland Botanical Society Newsletter. Vol. 21, No. 2, 1964, S. 10 (englisch).
- 1964 – The West Coast Project. In: Auckland Botanical Society Newsletter. Vol. 21, No. 2, 1964, S. 10–11 (englisch).
- 1964 – Olive and Sandalwood. In: Auckland Botanical Society Newsletter. Vol. 22, No. 3, 1964, S. 8–10 (englisch).
- 1964 – An unexpected find. In: Auckland Botanical Society Newsletter. Vol. 22, No. 3, 1964, S. 10 (englisch).
- 1966 – New books of interest. In: Auckland Botanical Society Newsletter. Vol. 23, No. 1, 1966, S. 2 (englisch).
- 1966 – Which is which. In: Auckland Botanical Society Newsletter. Vol. 23, No. 2, 1966, S. 10 (englisch).
- 1969 – Taumata track. In: Auckland Botanical Society Newsletter. Vol. 26, No. 1, 1969, S. 3–5 (englisch).
- 1970 – Pohuehue. In: Auckland Botanical Society Newsletter. Vol. 27, No. 2, 1970, S. 8–11 (englisch).
- 1971 – Karekare. In: Auckland Botanical Society Newsletter. Vol. 28, No. 3, 1971, S. 2–4 (englisch).
- 1972 – On a much valued member. In: Auckland Botanical Society Newsletter. Vol. 29, No. 3, 1972, S. 2–3 (englisch).
- 1972 – A review of "Native Flora of the Waitakere Range Auckland". In: Auckland Botanical Society Newsletter. Vol. 29, No. 3, 1972, S. 4 (englisch).
- 1973 – Bethells Swamp. In: Auckland Botanical Society Newsletter. Vol. 30, No. 2, 1973, S. 2–4 (englisch).
- 1973 – Man Eaters of the Waitakere Swamp. 1973 (englisch).
- 1973 – all Native Plants to be seen best in the Bush. 1973 (englisch).
- 1973 – Tough Strugglers beaten by Cuddy Pets. In: New Zealand Herald. Oktober 1973 (englisch).
- 1977 – Unwanted Immigrants. In: Auckland Botanical Society Newsletter. Vol. 34, No. 1, 1977, S. 1–2 (englisch).

Quelle: New Zealand Regional Botanical Society Journals